# UPN
United Paramount Network (UPN) a fost un canal de televiziune american care a operat între 1995 și 2006. A fost deținut inițial de subsidiara United Television a Chris-Craft Industries. Viacom (prin unitatea sa Paramount Television, care a produs majoritatea serialelor canalului) l-a transformat într-un joint venture în 1996 după achiziția a 50% din acțiuni în canal, și a cumpărat ulterior acțiunile lui Chris-Craft în 2000. Pe 31 decembrie 2005, UPN a fost deținut de CBS Corporation, care a fost noul nume al Viacom când a fost divizat în două companii separate. Pe 24 ianuarie 2006, CBS Corporation și Time Warner au anunțat împreună că companiile vor închide UPN și competitorul The WB să lanseze un nou canal joint venture mai târziu în acest an. UPN a încheiat să transmită pe 15 septembrie 2006, cu The WB urmând două zile mai târziu. Programe selecte din ambele canale s-au mutat la noul canal, The CW, când a fost lansat pe 18 septembrie 2006.